# Михайло Начевич
 Михайло Начевич  (серб. Михаило Начевић, нар. 8 листопада 1903, Белград  — пом. 8 червня 1939, там само) —  югославський футболіст, що грав на позиції півзахисника. Відомий виступами за клуб «Югославія». Дворазовий чемпіон Югославії. 

## Клубна кар'єра
З 1920 року грав у клубі «Югославія». У 1922, 1923, 1924, 1925 роках ставав з командою переможцем чемпіонату Белграда. 
Починаючи з 1923 року в країні почав проводитись національний чемпіонат, куди потрапляли найсильніші клуби регіональних змагань. У першому розіграші «Югославія» вибула у півфіналі. Натомість у чемпіонаті 1924 року здобула перемогу. На шляху до фіналу команда здолала «Славію» (Осієк) (5:2) і «Сомборський» (6:1), а у головному матчі перемогла «Хайдук» (Спліт) з рахунком 2:1 завдяки голам Дам'яна Джурича і Стевана Лубурича.
У 1925 році «Югославія» повторила свій успіх. З однаковим рахунком 3:2 клуб послідовно переміг «Хайдук» (Спліт), «Славію» (Осієк) і «Граджянскі» (Загреб). Лідерами команди у чемпіонських сезонах були Милутин Івкович, Бранко Петрович, Алоїз Махек, Драган Йованович, Стеван Лубурич, Душан Петкович, Бранислав Секулич та інші. 
Завершував кар'єру в команді САШК (Сараєво), де провів один сезон.  Через хворобу рано перестав грати на високому рівні. Помер 8 червня 1939 року від туберкульозу. 
| Дата       | Місто  | Господарі | Результат | Гості          | Турнір           | Голи | Примітки |
| ---------- | ------ | --------- | --------- | -------------- | ---------------- | ---- | -------- |
| 28.06.1926 | Загреб | Югославія | 2 – 6     | Чехословаччина | товариський матч | -    |          |
| Усього     |        | Матчів    | 1         |                | Голів            | 0    |          |

## Трофеї і досягнення
- Чемпіон Югославії: 1924, 1925
- Чемпіон футбольної асоціації Белграда: 1922, 1923, 1924, 1925